# Teatro Nacional de Craiova

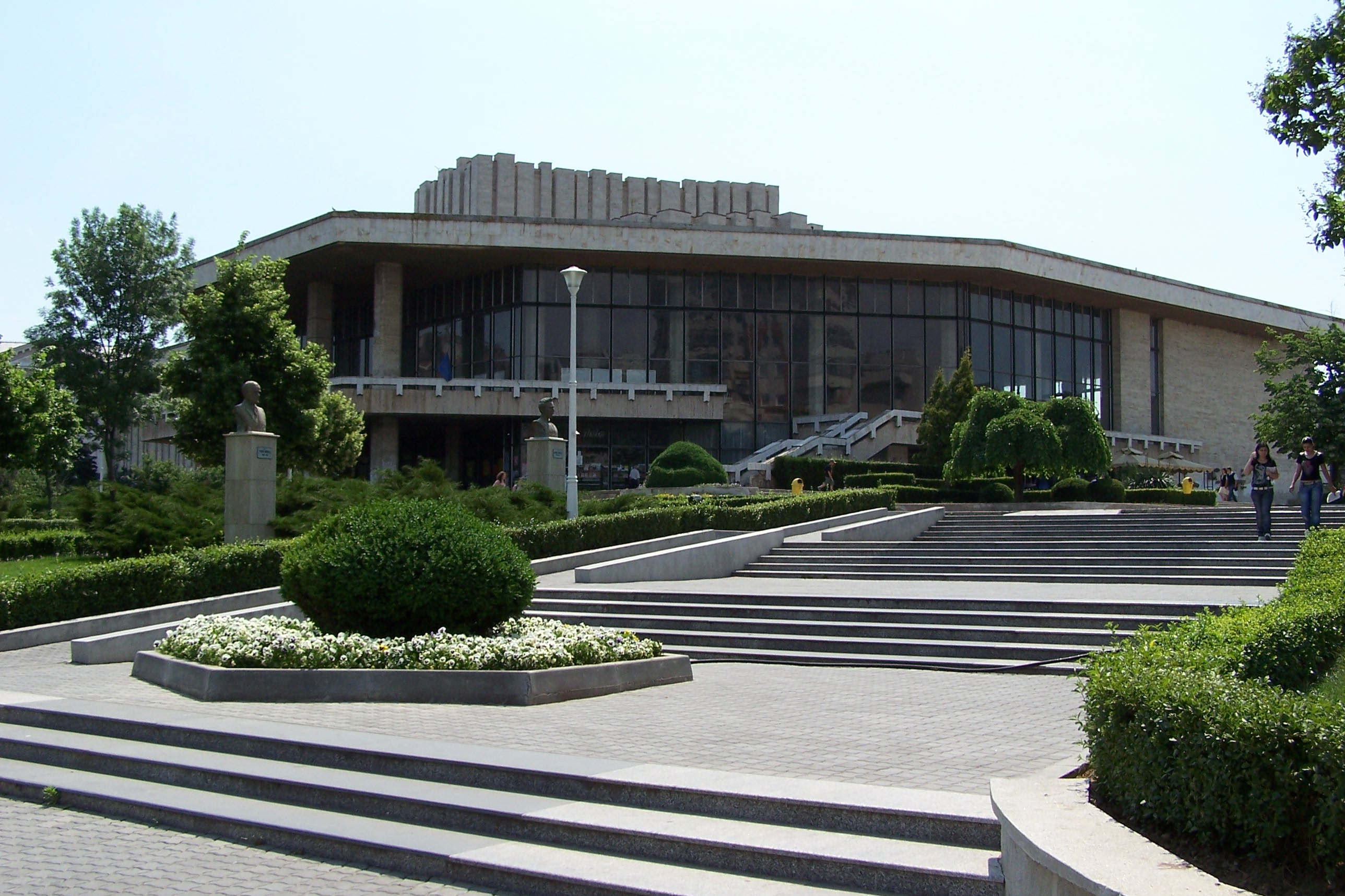
Edificio del Teatro Nacional de Craiova

El Teatro Nacional de Craiova es una institución pública financiada por el Ministerio de Cultura de Rumanía que se encuentra en la ciudad de Craiova. Después de la Revolución de 1989, el teatro tomó el nombre del escritor Marin Sorescu. El actual edificio del teatro nacional de Craiova, un verdadero símbolo de la ciudad, es obra del arquitecto Alejandro Iotzu y se inauguró en 1973.